# Lacasitos
Els Lacasitos són unes llaminadures en forma de petites pastilles de xocolata llançats al mercat a partir de l'any 1982 per l'empresa aragonesa de xocolates i torrons Lacasa. La forma i la grandària és similar a la d'una píndola rodona i estan recoberts de 150 capes de sucre. Cada pastilla té un color diferent dins d'una varietat de set colors diferents: groc, vermell, blau, verd, marró, taronja i blanc. Aquesta mateixa empresa produeix també els conguitos i els caramels de menta mentolín.

## Productes
- Lacasitos cacauet, amb un cacauet torrat a l'interior. Presentats en pots d'1,2 kg. i bosses de 30g.
- Lacasitos bossa, en diverses mides.
- Lacasitos pot, 250g.
- Lacasitos envàs familiar, compost per 9 bosses de 16g. cadascuna.
- Lacasitos a granel, formats de gran grandària (1 kg).
- Lacasitos pack io-io, format per dos tubs de Lacasitos i un io-io.
- Lacasitos pack 3 tubs, compost per tres tubs de 20g.
- Lacasitos tub, les píndoles romanen ordenades en fila dins d'un tub de plàstic.
- Lacasitos tub +18 anys, les píndoles romanen ordenades en fila dins d'un tub de plàstic. Aquestes són sense sucre.
- Lacasitos Mega-tub, les píndoles romanen ordenades en fila dins d'un tub de plàstic de 1.500g.
- Llapis Lacasitos, llapis amb puntes de diferents colors que pinten de debò, a part de tenir Lacasitos dins.
- Minilacasitos, gragees de xocolata blanca cobertes de sucre acolorit. Presentats en bosses d'1 kg. i bosses de 30g.